# Gottfried Kricker
Gottfried Kricker (* 16. Mai 1886 in Anrath, Rheinland; † 17. Januar 1972 ebenda) war ein deutscher Philologe und Bibliothekar.

## Leben und Beruf
Gottfried Kricker war als Sohn der Eheleute Friedrich Albert Kricker und Margarete geb. Hecker der letzte Abkömmling einer Bauernfamilie, die mehr als 500 Jahre auf ihrem angestammten Hof saß.
Nach dem Besuch der Anrather Volksschule und des Humanistischen Gymnasiums in Krefeld studierte er an den Universitäten Heidelberg, Münster und Bonn Philosophie, Geschichte, Sprach- und Literaturwissenschaften. Dem Studium folgte eine längere praktische Tätigkeit an verschiedenen Bibliotheken, bis er zum Wehrdienst eingezogen wurde.
Nach vierjährigem Dienst im Felde wurde er 1919 in Köln Universitätsbibliothekar, ein Jahr später bereits Leiter der Medizinischen Abteilung der Universitäts- und Stadtbibliothek, die er für die Zwecke der Forschung und Lehre aufbaute und ab 1924 als Bibliotheksrat in mehr als 25-jähriger Arbeit zu hoher Blüte brachte. Daneben hielt er an der Universität Vorlesungen über Bibliothekswesen als Einführung in die wissenschaftliche Arbeit und veröffentlichte zahlreiche Beiträge zu Sammelwerken und Zeitschriften und eine Reihe wissenschaftlicher Werke aus seinen Fachgebieten. 
Die Belastungen des Zweiten Weltkrieges in Köln, der Verlust seines Hauses und seiner Habe durch einen Bombenangriff setzten jedoch seiner Gesundheit zu. Deshalb schied er Ende 1947 aus dem Amt und siedelte mit seiner Gattin Sophie, geb. Jaspers, in die alte Heimat Anrath über. 
Hier hielt er an der Volkshochschule regelmäßig Vorträge zur Geschichte Anraths und nahm die lange geplante Bearbeitung einer quellenmäßigen Geschichte seines Heimatortes in Angriff; diese Arbeit wurde nur unterbrochen durch zahlreiche Reisen nach Rom. Nach langjährigen Forschungen wurde sein Werk „Geschichte der Gemeinde Anrath von den Anfängen bis zur Gegenwart“ (497 Seiten, Kempen) 1959 mit finanzieller Unterstützung durch die Gemeinde Anrath, den Kreis Kempen-Krefeld, sowie durch den Landschaftsverband Rheinland veröffentlicht. Einige Jahre später wurde das Werk ergänzt durch „Die Geschichte des Schul- und Unterrichtswesens in Anrath“ (101 Seiten, Kempen 1965). Die Gemeinde Anrath verlieh ihm daraufhin das Ehrenbürgerrecht. 
Nach dem Tode seiner Ehefrau am 17. September 1969 lebte Gottfried Kricker zuletzt zurückgezogen in seinem nach dem Kriege auf der Bogenstraße errichteten Einfamilienhaus. Sein Grab befindet sich auf dem Anrather Parkfriedhof.

## Dr. Gottfried-und-Sophie-Kricker-Studienstiftung
Gottfried Kricker vermachte seinen gesamten Nachlass in Höhe von DM 323.000,00 der Stadt Willich, zur Gründung einer Stiftung. Mit den Einkünften aus dieser Stiftung sollen Schüler ab Jahrgangsstufe 11 und Studierende, die im Stadtteil Anrath wohnen oder geboren wurden oder deren Eltern zum Zeitpunkt der Geburt nach den Unterlagen des Standes- oder Meldeamtes in Anrath wohnhaft waren, unterstützt werden. Die Förderung erfolgt in Anlehnung an das BAföG.

## Gottfried-Kricker-Schule
Die 1972/73 errichtete und am 25. Mai 1973 eingeweihte Städt. Kath. Grundschule am Hochheideweg in Anrath wurde „Gottfried-Kricker-Schule“ genannt.

## Veröffentlichungen
- Universitätsbibliotheken und Mediziner. In: Zentralblatt für Bibliothekswesen, Jg. 48, 1931, S. 239–243.